# Moreiras (municipio)
Moreiras fue un municipio español de la provincia de Orense. Desapareció en el siglo XX, cuando su término se incorporó al de Ginzo de Limia.

## Historia
Hacia mediados del siglo XIX, el municipio, que incluía en su término las parroquias de Faramontaos, Gudín, San Pedro de Laroá, Laroá, Moreiras, Novás y Seoane, tenía contabilizada una población de 1460 habitantes. Aparece descrito en el undécimo volumen del Diccionario geográfico-estadístico-histórico de España y sus posesiones de Ultramar de Pascual Madoz con las siguientes palabras:

MOREIRAS: ayunt. en la prov. y dióc. de Orense (7 leg.), part. jud. de Ginzo de Limia (1), aud. terr. y c. g. de la Coruña (30). sit. en la parte meridional de la prov. al N. de la sierra de Larouco, con libre ventilacion, y clima regularmente sano. Comprende las felig. de Faramontaos; San Salvador; Gudin, San Miguel; Laroá, San Pedro; Laroá, Sta. Maria; Moreiras, Sto. Tomé (cap.); Novás, San Nicolás; y Seoane de Oleiros, San Juan. Confina el térm. municipal, por N. con el ayunt. de Ginzo; al E. con el de Trasmiras; por S. con el de Baltar, y al O. con los de Ginzo y Blancos. Le cruzan de S. á N. varios riach., y dos r., que despues de reunidos llevan sus aguas al de Ginzo. El terreno, á escepcion de la parte meridional y algunos puntos del O., es llano y de mediana calidad. Los caminos dirigen á la cap. del part., á Portugal, y á los ayunt. inmediatos; su estado general es malo. prod.: cereales, patatas, nabos, algunas frutas, lino y pastas; se cria ganado vacuno, de cerda, lanar, cabrio y yeguas de vientres; hay caza y pesca de varias clases. ind. y comercio: la agricultura, molinos harineros, y telares de lienzos de lino, y de ropas de lana; las especulaciones principales de comercio consisten en la estraccion de algun ceteno, trigo, ganado vacuno y jamones. pobl.: 292 vec., 1,460 alm. contr.: 15,527 rs. Asciende el presupuesto municipal á unos 6,000 rs., que se cubren por reparto entre los vecinos.
(Madoz, 1848, p. 596)

El municipio de Moreiras desapareció de cara al censo de 1930 y el término se incorporó al de Ginzo de Limia.